# Multiplicador analógico
En electrónica un multiplicador analógico es un dispositivo que toma dos señales eléctricas analógicas y produce una salida cuyo valor es el producto de las entradas. Dichos circuitos pueden ser utilizados para implementar funciones relacionadas tales como los cuadrados (aplica la señal a ambas entradas) y las raíces cuadradas.
Un multiplicador analógico electrónico puede ser denominado de diversas maneras, dependiendo de su función (ver aplicaciones). 

## Amplificadores controlados por tensión versus Amplificadores analógicos
Si una entrada de un multiplicador analógico se mantiene a un voltaje constante, una señal en la segunda entrada se escalará en proporción al nivel de la entrada fija. En este caso el multiplicador analógico puede considerarse un amplificador controlado por tensión. Las aplicaciones obvias serían para el control de volumen electrónico y controles automáticos de ganancia. Aunque los multiplicadores analógicos a menudo se utilizan para tales aplicaciones, los amplificadores controlados por tensión no son necesariamente amplificadores analógicos. Por ejemplo, un circuito integrado diseñado para ser utilizado como un control de volumen puede tener una entrada de señal diseñada para 1Vp-p, y un control de entrada diseñada para 0-5 V dc; esto es, las dos entradas no son simétricas y el control de entrada tendrá un ancho de banda limitado.
Por contraste, en lo que se considera generalmente como un verdadero multiplicador analógico, las dos señales de entrada tienen idénticas características. Las aplicaciones específicas a un verdadero multiplicador analógico son aquellas donde ambas entradas son señales, por ejemplo en un mezclador de frecuencia o en un circuito analógico para aplicar una Transformada de Fourier discreta.
Se denomina multiplicador de cuatro cuadrantes a aquel en donde las entradas y salidas pueden variar entre positivo y negativo. Muchos multiplicadores sólo trabajan en 2 cuadrantes (una entrada puede tener sólo una polaridad), o en un cuadrante (las entradas y salidas tienen sólo una polaridad, generalmente positiva).

## Dispositivos multiplicadores analógicos
La mayoría de los circuitos de multiplicador analógico están incorporados en circuitos integrados diseñados para aplicaciones específicas, tales como un convertidor Verdadero de RMS, aunque existen varios componentes para el armado de multiplicadores analógicos de propósito general como el dispositivo AD834 de Analog Devices Archivado el 9 de diciembre de 2006 en Wayback Machine.. Los dispositivos de propósito general suelen incluir atenuadores o amplificadores en las entradas o salidas para permitir el escalamiento de la señal dentro de los límites de voltaje del circuito.
Si bien los circuitos de los multiplicadores analógicos son muy similares a los amplificadores operacionales, son mucho más susceptibles a problemas relacionados con ruido y desvío del voltaje, ya que dichos errores pueden terminar multiplicándose. Cuando se trata con señales de alta frecuencia, los problemas relacionados con el faseo pueden resultar complejos. Por esta razón, la construcción de multiplicadores analógicos de largo alcance para propósitos generales es mucho más complicada que la de los amplificadores operacionales comunes, y dichos dispositivos son típicamente producidos usando tecnologías especiales y laser trimming, como los usados para amplificadores de alta eficiencia. Esto quiere decir que tienen un costo relativamente alto y son generalmente utilizados solo cuando son indispensables.

## Declinamiento de los amplificadores analógicos
En la mayoría de los casos las funciones realizadas por un multiplicador analógico se pueden realizar mejor y a coste más bajo utilizando las técnicas Digitales de Procesamiento de Señal. En frecuencias bajas, una solución digital será más barata y más efectiva, y permite que la función de circuito pueda ser modificada por las micro-instrucciones. A frecuencias más altas, el coste de aplicar las soluciones digitales aumenta mucho más rápidamente que las soluciones analógicas. Con los avances digitales de la tecnología, el uso de multiplicadores analógicos tiende a ser marginado, siempre más hacia circuitos de alta frecuencia o de aplicaciones muy especializadas.
Además, la mayoría de las señales ahora se destinan a llegar a ser digitalizadas eventualmente en el sendero de señal, y en todas las posibles funciones que requerirían un multiplicador tiende a ser movidas al lado digital. Por ejemplo, en los multímetros Digitales antiguos, las funciones de RMS verdaderas (True RMS) fueron proporcionadas por circuitos analógicos externos de multiplicador. Actualmente (a excepción de medidas de alta frecuencia) la tendencia es aumentar la tasa de muestreo del DAC para Digitalizar la señal de entrada que permita obtener RMS y una gama entera de otras funciones para ser llevados a cabo por un procesador digital. 
Además, reóstatos digitalmente controlados permiten microcontroladores para aplicaciones tales como el control del tono y CAG sin tener que procesar la señal digital directamente.

## Aplicaciones
- Amplificador controlado por tensión
- Modulador de anillo: es un efecto de audio, relacionado con modulación o mezcla de frecuencias, logrado mediante la multiplicación de dos señales de audio, donde una es típicamente una onda sinusoide u otra onda simple. Se denomina "anillo" porque el circuito analógico de diodos originalmente utilizados para implantar este efecto tenían forma de anillo. Este circuito es similar a un rectificador puente, salvo que en vez de los diodos ir a la "izquierda" o "derecha", van "a favor de las agujas del reloj" o "en contra de las agujas del reloj".
- Detector de productos: demodulador utilizado para señales de AM y BLU.
- mezclador de frecuencias
- Companding: método de reducir los efectos de un canal con Rango dinámico limitado.
- Squelch: es una función de circuito que actúa para suprimir la señal de salida de audio (o video) de un receptor ante la ausencia de una señal de entrada suficientemente potente.
- Computadora analógica
- Procesamiento de señales analógicas
- Control automático de ganancia
- conversor a RMS o valor cuadrático medio
- Filtro analógico

- Datos: Q485005